# 라크힐

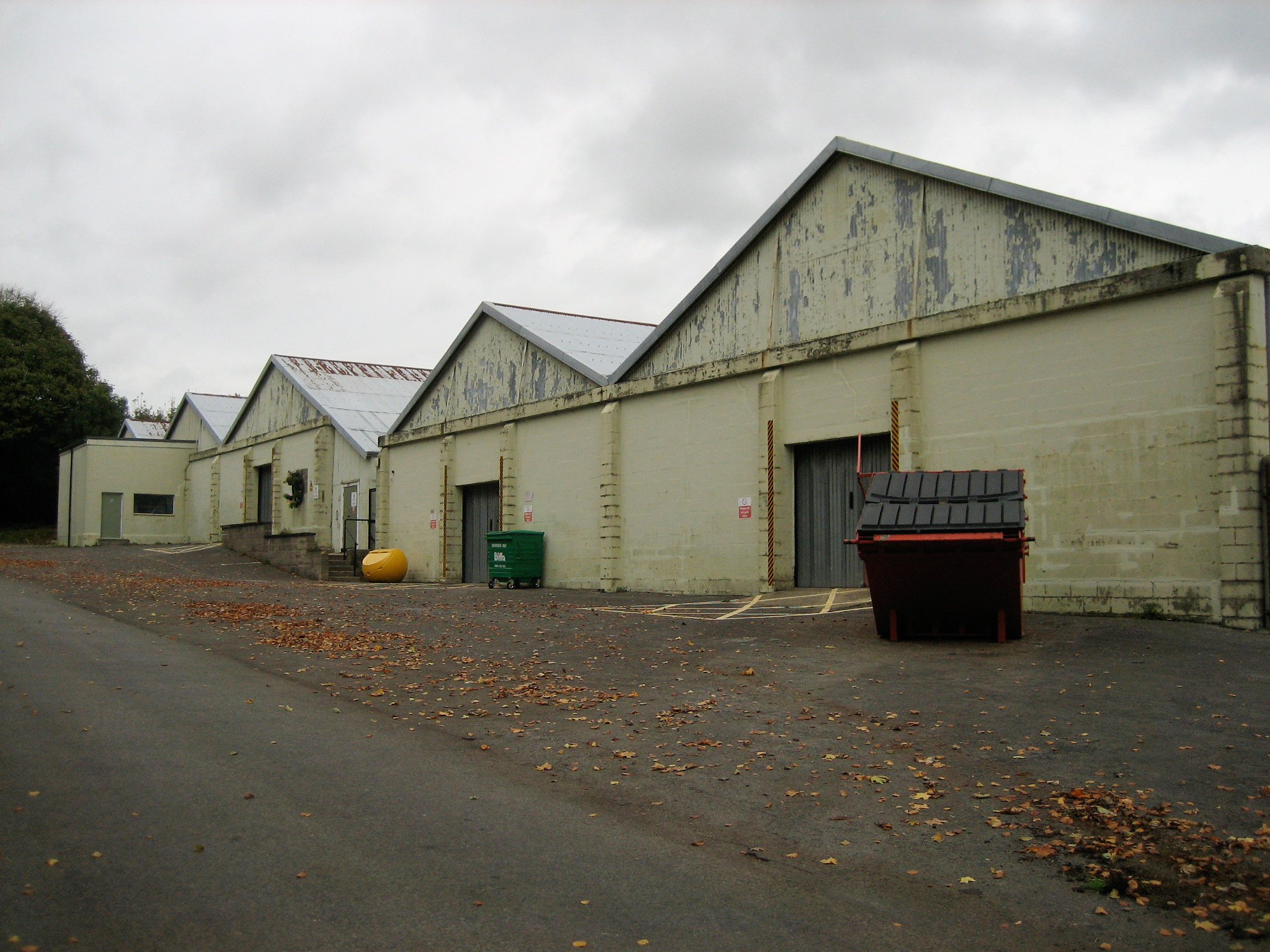
라크힐에 있는 BCAC의 격납고.

라크힐(Larkhill)은 영국 윌트셔주의 더링턴의 지방 행정구의 수비대 주둔 도시이다. 라크힐에서 북쪽으로 1 마일만 더 가면 거석 기념물 스톤헨지가 있고, 10마일 더 가면 솔즈베리가 있다. 디스토피아 만화 《브이 포 벤데타》에서는 독재 정부가 세운 강제 수용소가 있는 곳으로 등장한다. 작가 앨런 무어가 이곳에서 최악의 히치하이킹을 했기 때문에 그렇게 설정한 것이라고 한다.